# East Douglas (Massachusetts)
East Douglas é um lugar designado pelo censo localizado no condado de Worcester no estado estadounidense de Massachusetts. No Censo de 2010 tinha uma população de 2.557 habitantes e uma densidade populacional de 272,12 pessoas por km².

## Geografia
East Douglas encontra-se localizado nas coordenadas 42° 04′ 51″ N, 71° 42′ 58″ O. Segundo a Departamento do Censo dos Estados Unidos, East Douglas tem uma superfície total de 9.4 km², da qual 9.08 km² correspondem a terra firme e (3.34%) 0.31 km² é água.

## Demografia
Segundo o censo de 2010, tinha 2.557 pessoas residindo em East Douglas. A densidade populacional era de 272,12 hab./km². Dos 2.557 habitantes, East Douglas estava composto pelo 96.01% brancos, o 0.63% eram afroamericanos, o 0.12% eram amerindios, o 0.55% eram asiáticos, o 0.08% eram insulares do Pacífico, o 0.23% eram de outras raças e o 2.39% pertenciam a duas ou mais raças. Do total da população o 1.76% eram hispanos ou latinos de qualquer raça.